# 2022年T1聯盟季後賽
2022年T1聯盟季後賽是T1聯盟2021-22賽季季後賽，分為三戰兩勝制季後挑戰賽、三戰兩勝制四強賽與五戰三勝制總冠軍賽三個階段，四強賽與總冠軍賽原分別規劃採用五戰三勝制與七戰四勝制，因應2019冠狀病毒病臺灣疫情分別修改為三戰兩勝制以及五戰三勝制。季後挑戰賽於2022年5月22日舉行，四強賽於5月24日至5月28日進行，總冠軍賽於5月31日至6月4日進行。季後賽口號為「開戰」（Fire）。

## 對陣圖
|  | 季後挑戰賽 | 季後挑戰賽   | 季後挑戰賽 |  |  | 四強賽 | 四強賽       | 四強賽 |              |   | 總冠軍賽 | 總冠軍賽     | 總冠軍賽 |  |
|  |            |              |            |  |  |        |              |        |              |   |          |              |          |  |
|  |            |              |            |  |  | 1      | 高雄全家海神 | 2      |              |   |          |              |          |  |
|  | 4          | 台灣啤酒英熊 | 2          |  |  | 4      | 台灣啤酒英熊 | 0      |              |   |          |              |          |  |
|  | 5          | 桃園雲豹     | 0          |  |  |        |              |        |              |   | 1        | 高雄全家海神 | 3        |  |
|  |            |              |            |  |  |        |              | 2      | 臺中葳格太陽 | 0 |          |              |          |  |
|  |            |              |            |  |  | 2      | 臺中葳格太陽 | 2      |              |   |          |              |          |  |
|  |            |              |            |  |  | 3      | 新北中信特攻 | 1      |              |   |          |              |          |  |

粗體表示系列賽贏家

## 季後挑戰賽
| 2022年5月22日 14:00 |

| 詳細數據 |

| 台灣啤酒英熊 128–110 桃園雲豹                                      |  |                                                           |
| 每節分數： 29–28、34–31、35–31、30–20                              |  |                                                           |
| 得分： 林泰樂 / 士東（31） 篮板： 德古拉（10） 助攻： 蔣淯安（12） |  | 得分： 威廉斯（47） 篮板： 威廉斯（9） 助攻： 威廉斯（6） |
| 台灣啤酒英熊以2比0挺進四強賽                                       |  |                                                           |

## 四強賽

### （1）高雄全家海神vs（4）台灣啤酒英熊
| 2022年5月25日 19:00 |

| 詳細數據 |

| 台灣啤酒英熊 91–114 高雄全家海神                        |  |                                                                |
| 每節分數： 35–32、18–14、19–33、19–35                   |  |                                                                |
| 得分： 士東（29） 篮板： 德古拉（8） 助攻： 蔣淯安（5） |  | 得分： 庫薩斯（24） 篮板： 亞歷山大（10） 助攻： 布銳克曼（8） |
| 高雄全家海神以1比0聽牌                                  |  |                                                                |

| 2022年5月27日 19:00 |

| 詳細數據 |

| 高雄全家海神 99–93 台灣啤酒英熊                                |  |                                                        |
| 每節分數： 27–16、21–22、30–35、21–20                          |  |                                                        |
| 得分： 庫薩斯（27） 篮板： 亞歷山大（9） 助攻： 布銳克曼（14） |  | 得分： 士東（31） 篮板： 士東（18） 助攻： 蔣淯安（5） |
| 高雄全家海神以2比0挺進總冠軍賽                                 |  |                                                        |

### （2）臺中葳格太陽vs（3）新北中信特攻
| 2022年5月24日 19:00 |

| 詳細數據 |

| 新北中信特攻 96–102 臺中葳格太陽                       |  |                                                               |
| 每節分數： 15–28、29–20、26–28、26–26                  |  |                                                               |
| 得分： 謝亞軒（20） 篮板： 凱（12） 助攻： 林韋翰（6） |  | 得分： 桑尼（33） 篮板： 桑尼 / 塔克（10） 助攻： 丁聖儒（6） |
| 臺中葳格太陽以1比0聽牌                                 |  |                                                               |

| 2022年5月26日 19:00 |

| 詳細數據 |

| 臺中葳格太陽 96–118 新北中信特攻                     |  |                                                               |
| 每節分數： 25–30、26–26、22–33、23–29                |  |                                                               |
| 得分： 桑尼（25） 篮板： 桑尼（14） 助攻： 桑尼（6） |  | 得分： 馬龍（31） 篮板： 馬龍 / 艾斯（17） 助攻： 林韋翰（7） |
| 新北中信特攻扳成1比1平手                             |  |                                                               |

| 2022年5月28日 14:00 |

| 詳細數據 |

| 新北中信特攻 75–80 臺中葳格太陽                          |  |                                                             |
| 每節分數： 11–24、25–16、22–16、17–24                    |  |                                                             |
| 得分： 謝亞軒（23） 篮板： 馬龍（12） 助攻： 林韋翰（4） |  | 得分： 桑尼 / 塔克（17） 篮板： 塔克（13） 助攻： 桑尼（5） |
| 臺中葳格太陽以2比1挺進總冠軍賽                           |  |                                                             |

## 外部連結
- 官方网站